# Targetowanie behawioralne
Targetowanie behawioralne – odmiana targetowania polegająca na segmentowaniu grupy odbiorców reklamy w związku z ich zachowaniem. Portale internetowe oferujące usługi reklamowe dzielą odbiorców na różne kategorie. Na podstawie poprzedniej aktywności użytkownika na portalu (dzięki historii odwiedzanych stron) tworzony jest jego profil, a na podstawie jego analizy wyświetlane są odpowiednie reklamy.
Targetowanie behawioralne może np. polegać na wyświetlaniu reklam związanych z samochodami użytkownikowi, który wcześniej odwiedził kilka stron o tematyce motoryzacyjnej.